# Daniel Warou
Daniel Warou  (magyarosan Warou Dániel; (Stockholm, 1674. – Körmöcbánya, 1729. november 23.)  svéd éremművész, a maga korában a Habsburg Birodalom egyik legjobban képzett pénz- és érmekészítője.

## Életpályája
A bécsi udvar megbízásából 1699-ben  jött Körmöcbányára, ahol a pénzverőben dolgozott. A Rákóczi-szabadságharc idején, 1704 és 1707 között ő tervezte II. Rákóczi Ferenc fejedelem számára a fejedelmi hivatalok pecsétjeit és részt vett több pénztípus megtervezésében is.

## Főbb művei
Munkásságának 3 legnevezetesebb darabja az a három emlékérem, amelyek a Magyar Nemzeti Múzeum éremtárában találhatók. Ezek előlapjain II. Rákóczi Ferenc fejedelem mellképe látható, hátoldalukon pedig a szabadságharc kezdeteire, a vallásszabadságra  utaló illetve a  szabadságáért harcoló Magyarországra utaló domborművek szerepelnek.
Egyéb magyar tárgyú művei a "Péterváradi győzelem" és a "Temesvár visszavétele" című érme.